# Icona Pop
Icona Pop je švédská diskžokejská dvojice založená v roce 2009, jejímiž členy jsou Caroline Hjelt a Aino Jawo. Dvojice byla ovlivněna žánry electro house, punk rock a indie pop. Největší hit skupiny, „I Love It“, který napsali Patrik Berger, Linus Eklöw a Charlotte Aitchison byl vydán dne 9. května 2012.